# Mayamontana coccolobae
Mayamontana coccolobae är en svampart som beskrevs av Castellano, Trappe & Lodge 2007. Mayamontana coccolobae ingår i släktet Mayamontana och familjen Stephanosporaceae.   Inga underarter finns listade i Catalogue of Life.